# Joni Mitchell
Joni Mitchell (született Roberta Joan Anderson, Fort Macleod, Alberta, Kanada, 1943. november 7. –)  kanadai énekes-dalszerző, festőművész.

## Pályakép
„Joni Mitchell tanította meg a te hűvös, angol nejedet érezni.”

– Emma Thompson az Igazából szerelem c. filmben

Anyja felmenői skótok és írek voltak. Tengerésztiszt apja norvég családból származott, és amatőr zenész volt.
Mitchell már kislánykorában saját zenekarával lépett fel. Kilencéves korában gyermekparalízist kapott, s bár meggyógyult, a boldog gyermekévek kimaradtak életéből.
Az ötvenes évek végén lett profi zenész, Pete Seeger és Bob Dylan dalait adta elő. A hatvanas évek elejétől ismert előadók szerzője lett.
Munkásságát nagyra értékelik a kritikusok, komoly hatással volt különböző műfajokban alkotó zenészkollégáira. A Rolling Stone magazin „minden idők egyik legnagyobb dalszerzőjének” nevezte őt, míg az AllMusic biográfiája szerint „amikor majd leülepszik a por, Joni Mitchell a 20. század legfontosabb és legnagyobb hatású női előadójaként állhat majd ott”.
Dalszövegei fejlett költőiséggel bírnak, a romantikus vágyódás, a zavarodottság, a kiábrándultság és az öröm személyes érzései mellett társadalmi és környezeti eszmékről szólnak.
Joni Mitchell első nagylemeze 1968-ban jelent meg a Reprise kiadónál. 1971-ben kiadott negyedik albuma, a Blue, szerepel a Rolling Stone magazin Minden idők 500 legjobb albuma listáján a 30. helyen.

## Sikerek
Legnagyobb kereskedelmi sikerét az 1974-es Court and Spark lemez hozta meg olyan rádiós slágerekkel, mint a "Help Me” és a „Free Man in Paris”.
Mitchell minden egyes lemezének borítóját maga készítette. Saját magát „a körülmények hatására kisiklott festőművészként” jellemezte.
Pályafutása során 8 Grammy-díjat nyert (15 jelölésből). Először 1969-ben, legutóbb 2008-ban. 2002-ben megkapta a Grammy Életmű Díjat. 2002-ben Gordon Lightfoot és Leonard Cohen után a kanadai előadók közül harmadikként Joni Mitchell kapta meg a Kanada Rendet.
2007 júniusában a Kanadai Posta ikonikus kanadai zenészeket ábrázoló bélyegsorozatában is helyet kapott.

## Diszkográfia
Stúdióalbumok
- 1968: Song to a Seagull
- 1969: Clouds
- 1970: Ladies of the Canyon
- 1971: Blue
- 1972: For the Roses
- 1974: Court and Spark
- 1975: The Hissing of Summer Lawns
- 1976: Hejira
- 1977: Don Juan's Reckless Daughter
- 1979: Mingus
- 1982: Wild Things Run Fast
- 1985: Dog Eat Dog
- 1988: Chalk Mark in a Rain Storm
- 1991: Night Ride Home
- 1994: Turbulent Indigo
- 1998: Taming the Tiger
- 2000: Both Sides Now
- 2002: Travelogue
- 2007: Shine
- 2019: Joni Mitchell Birthday Celebration (live)

Koncertalbumok
- 1974: Miles of Aisles
- 1980: Shadows and Light

Válogatások
- 1996: Hits
- 1996: Misses
- 2004: The Beginning of Survival
- 2004: Dreamland
- 2005: Songs of a Prairie Girl
- 2014: Love Has Many Faces: A Quartet, A Ballet, Waiting to Be Danced[17]